# Världsmästerskapet i schack 1937
Världsmästerskapet i schack 1937 var en titelmatch mellan den regerande världsmästaren Max Euwe och utmanaren Alexander Aljechin. Det var en returmatch efter att Aljechin förlorat titeln 1935. Matchen spelades på olika platser i Nederländerna mellan den 5 oktober och 4 december 1937, och slutade med att Aljechin tog tillbaka titeln.
Euwes vinst 1935 hade varit en överraskning och troligen hade Aljechin underskattat honom. Den här gången var Aljechin bättre förberedd och mer fokuserad, och vann en klar seger. I slutet av matchen föll Euwe ihop och Aljechin vann fyra av de fem sista partierna. Euwe förklarade efteråt att han hade varit mycket fysiskt och psykiskt trött.

## Bakgrund
Efter titelmatchen 1935 hade José Raúl Capablanca och Salo Flohr utmanat Euwe. I kontraktet för matchen 1935 stod det dock att Aljechin skulle ha rätt till en returmatch om han förlorade. 
Euwe förklarade sig beredd att möta först Capablanca och sedan Flohr om han skulle vinna returmatchen. FIDE, som vi den här tiden ännu inte hade någon formell roll i VM-matcherna, försökte också införa regler för hur utmanaren skulle utses. Nederländernas schackförbund föreslog en kandidatturnering, men FIDE-kongressen 1937 nominerade istället Flohr som utmanare.
Andra världskrigets utbrott grusade alla dessa planer och nästa världsmästerskap kom inte att spelas förrän 1948.

## Regler
För att vinna matchen krävdes mer än 15 poäng och minst sex vunna partier.

## Resultat
| Namn               | Parti | Parti | Parti | Parti | Parti | Parti | Parti | Parti | Parti | Parti | Parti | Parti | Parti | Parti | Parti | Parti | Parti | Parti | Parti | Parti | Parti | Parti | Parti | Parti | Parti | Poäng |
| Namn               | 1     | 2     | 3     | 4     | 5     | 6     | 7     | 8     | 9     | 10    | 11    | 12    | 13    | 14    | 15    | 16    | 17    | 18    | 19    | 20    | 21    | 22    | 23    | 24    | 25    | Poäng |
| ------------------ | ----- | ----- | ----- | ----- | ----- | ----- | ----- | ----- | ----- | ----- | ----- | ----- | ----- | ----- | ----- | ----- | ----- | ----- | ----- | ----- | ----- | ----- | ----- | ----- | ----- | ----- |
| Max Euwe           | 1     | 0     | ½     | ½     | 1     | 0     | 0     | 0     | ½     | 0     | ½     | ½     | 1     | 0     | ½     | ½     | 1     | ½     | ½     | ½     | 0     | 0     | ½     | 0     | 0     | 9½    |
| Alexander Aljechin | 0     | 1     | ½     | ½     | 0     | 1     | 1     | 1     | ½     | 1     | ½     | ½     | 0     | 1     | ½     | ½     | 0     | ½     | ½     | ½     | 1     | 1     | ½     | 1     | 1     | 15½   |